# Esproprio proletario
Esproprio proletario (anche detto spesa proletaria) è una locuzione che indica la sottrazione di merci a un esercizio commerciale per motivi politici. Giuridicamente, l'esproprio proletario è un reato comune, configurabile, a seconda delle modalità di esecuzione, come furto, rapina o saccheggio. L'espressione, poi divenuta d'uso comune, è stata coniata da taluni gruppi della sinistra extraparlamentare italiana negli anni settanta.

## Storia e ragioni politiche
Il primo movimento politico a teorizzare e mettere in pratica gli espropri proletari, nel 1965, fu quello uruguaiano dei Tupamaros, cui si ispirarono esplicitamente i militanti della Rote Armee Fraktion alla fine degli anni '60 per finanziare le loro attività. Il terrorista e rivoluzionario brasiliano Carlos Marighella li inserì tra le tecniche di guerriglia urbana nel suo mini manuale sulla guerriglia urbana pubblicato nel 1969 
In Italia la nascita degli espropri proletari si deve alle lotte di alcuni gruppi della sinistra extraparlamentare che negli anni settanta portarono avanti una politica di "riappropriazione", alla cui base vi è la questione del valore prodotto dal lavoro degli operai: con l'esproprio proletario, la classe operaia si sarebbe riappropriata dei beni e servizi che produce, ma di cui è privata dal sistema del mercato. La riappropriazione riguardava non solo i beni di prima necessità. Spesso venivano colpiti negozi d'abbigliamento, librerie e negozi di dischi. Più in generale, si poneva quindi il problema del carovita e dei bisogni materiali che le fasce popolari della società (in particolare il proletariato e il sottoproletariato urbano) non riusciva a soddisfare a causa del basso reddito. Il picco di espropri proletari si ebbe durante il movimento del 1977, che diede vita anche alla campagna più intensa di autoriduzioni.
Anche le Brigate Rosse utilizzarono la formula dell'"esproprio proletario", in particolare per rivendicare la rapina alla Brink's Securmark di Roma del 23 marzo 1984. In questo caso però l'esproprio riguarda "operazioni armate e tattiche destinate al finanziamento e al rifornimento della rivoluzione" (definizione del guerrigliero brasiliano Carlos Marighella). Lo scopo non è quindi la redistribuzione delle merci alla popolazione, ma il "finanziamento della rivoluzione", ossia dei gruppi guerriglieri o terroristici che agiscono per sviluppare un processo insurrezionale. Di conseguenza, in questo caso gli espropri prendono la fisionomia di una vera e propria rapina a mano armata e l'esproprio comprende il denaro e non la merce. In Italia il primo esproprio in questo senso fu operato sempre dalle BR nel 4 dicembre 1971, al Coin di corso Vercelli a Milano.

## Modalità
I bersagli degli espropri proletari sono generalmente supermercati o comunque esercizi commerciali di grande entità. Di norma la merce sottratta viene redistribuita alla popolazione del quartiere della zona dove si effettua l'azione. Per quanto riguarda gli espropri nei supermercati, la tendenza è stata di redistribuire le merci immediatamente all'uscita degli esercizi per aumentare l'impatto comunicativo sui consumatori in procinto di entrare.

## La riproposizione nel 2004
La riproposizione più eclatante di questo tipo di espropri è avvenuta il 6 novembre 2004 a Roma da parte di attivisti dei centri sociali e disobbedienti in occasione del grande corteo contro la precarietà organizzato per quella data. In particolare l'azione, ribattezzata dal leader dei disobbedienti Luca Casarini "spesa proletaria", riguardò il centro commerciale Panorama nel quartiere di Pietralata e la libreria Feltrinelli di Largo Argentina.
L'evento suscitò dure reazioni da parte del governo in carica che allora garantì la repressione di tali azioni e l'arresto in flagranza di reato per chi le avesse praticate. Proprio per la scelta di non travisarsi durante l'azione, molti dei partecipanti furono facilmente identificati e denunciati. Tuttavia furono assolti in quanto secondo i giudici non si trattò di furto ma di protesta politica contro il carovita.